# Francesc Martí i Solsona
Francesc Martí i Solsona (Almenar, 1930 - Lleida, 2015) va un sacerdot, arqueòleg amateur i autor de diversos llibres. Va ser coordinador director espiritual del Col·legi Episcopal. Una de les seves aficions va ser l'arqueologia i la història d'Almenar.

## Biografia
Francesc Martí i Solsona va néixer l'any 1930 a Almenar. Fou ordenat sacerdot l'any 1953. S'ha dedicat al sacerdoci a diverses parròquies: Sant Martí, de Lleida; a Torres de Segre; a Camporrells, Natxà i Baldellou; a la Llitera; a Llardecans; a Ivars de Noguera i Algerri i com a adscrit, a la parròquia de Butsènit de Lleida fins al 1995. Des de l'any 1969 ostenta el càrrec de coordinador de pastoral del Col·legi Episcopal de Lleida i fou president de la Comissió històrica per les causes de beatificació i canonització dels sacerdots i laics morts durant els anys 1936-1939 durant la Guerra Civil. Dins aquesta vessant religiosa ha publicat els llibres de catequesis Escenes infantils I (1996), Escenes infantils II i Escenes infantils III, les dues darreres l'any 2000; La pasión de Jesús (2003); Los hechos de los Apóstoles; La infancia de Jesús i ¡Resucitó!, publicats el 2004.

## Interessos
Una de les seves grans passions ha estat l'arqueologia. Una convalescència el va impulsar a caminar pels voltants de Llardecans on va recollir una peça que va resultar ser la nansa d'un objecte probablement ibèric o romà. Mossèn Martí ha arribat a recollir 973 peces arqueològiques, la majoria de les quals són d'època ibèrica i romana encara que també hi ha algunes de l'edat del bronze, procedents de fins a vint-i-quatre jaciments del municipi d'Almenar i zones pròximes com Castelló de Farfanya, entre d'altres. L'any 2012 va donar les restes arqueològiques descobertes al Museu de Lleida, amb la condició que aquestes retornessin a Almenar si s'habilitava un espai on puguin ser exposades. Aquesta no és l'única donació que mossèn Martí ha fet, ja que anys enrere va donar una olla de ceràmica ibèrica que actualment el Museu de Lleida té a la seva exposició permanent.
Mossèn Martí s'ha dedicat a la recerca històrica a través de la consulta d'arxius i d'altres fonts informatives per publicar escrits i llibres d'història. L'any 1991 publica el llibre Almenar, història i gent. El mateix any mossèn Martí va ser guardonat en la Primera Convocatòria del Premi Josep Lladanosa i Pujol, patrocinat per l'Ajuntament d'Alguaire pel seu treball La Torre de Santa Maria, un poble desaparegut, on explica que aquest antic llogaret del terme d'Almenar estava sota la jurisdicció del cambrer de l'església prioral de Santa Maria de Solsona.
Mossén Martí i Solsona ha presidit el Patronat Històrico-Cultural d'Amenar que va crear l'any 1983, la reposició de l'antic àngel del campanar. I per aquest motiu va publicar el llibre, El retorn de l'Àngel d'Amenar a partir de, sobretot, un recull de premsa d'aquest fet històric pel poble. També és l'autor de la lletra de l'«Himne d'Almenar» (2000), a petició de Joan Bardají director de la coral La Lira que va ser musicat pel mestre Josep Prenafeta.

## Obra
A part dels llibres històrics que ha escrit mossèn Martí, del poble d'Almenar, té altres llibres de llocs on ha servit com a capellà: Santa Maria de Butsènit (1995), L'Episcopal, un col·legi de Lleida (1999) i Loreto en la vida de Llardecans (2000), que va ser premiat pel Certamen de l'Acadèmia Mariana. També ha publicat el llibre Arrels Cristianes sobre la història del Bisbat de Lleida.
- Almenar: espai i vida. Almenar: Ajuntament d'Almenar, 2015
- ¡Resucitó! Madrid: CCS, cop, 2004
- Los Hechos de los Apóstoles. Madrid: CCS, cop, 2004
- Infancia de Jesús. Madrid: Madrid: CCS, cop, 2004
- La Pasión de Jesús. Madrid: CCS, cop, 2003
- Escenas infantiles III. Madrid: CCS, cop, 2000
- L'Himne a Almenar. Almenar: s/n, 2000
- Loreto en la vida de Llardecans. Lleida: Pagès, Ajuntament de Llardecans, 2000
- L'Episcopal. Lleida: Col·legi Episcopal, 1999
- Escenas infantiles I. Madrid: Madrid, cop, 1996
- Escenas infantiles II. Madrid:CCS, cop, 1996
- Santa Maria de Butsènit. Lleida: Santa Maria de Butsènit, 1995
- La Torre de Santa Maria de Solsona: un poble desaparegut. Lleida: Diario La Mañana, 1992
- Almenar: història i gent. Almenar: Ajuntament d'Almenar, 1991
- El Retorn de l'àngel a Almenar. Almenar: Obra Social de La Caixa Rural d'Almenar, 1984